# Sonderanhänger 106
Der Sonderanhänger 106 war ein Anhänger der Feldbäckerei im Zweiten Weltkrieg und diente der Wehrmacht zur Herstellung von Brot für das Feldheer.

## Entwicklung
Der Sonderanhänger 106 (kurz Sd. Ah. 106) war die Nachfolgeentwicklung des Sonderanhängers 105 (kurz Sd. Ah. 105) und des viel früheren Backofenwagen 90. Seine Form war nun nicht mehr oval, sondern eher rechteckig und konnte dadurch leicht vom Vorgängermodell unterschieden werden.

## Produktion
Die Produktion des Anhängers wurde 1939 aufgenommen. Als Hersteller sind die Senking-Werke in Hildesheim sowie die Schneider-Werke in Saarbrücken bekannt. Der Preis für einen Anhänger lag bei ℛℳ 8.300 (Reichsmark).

## Technische Beschreibung

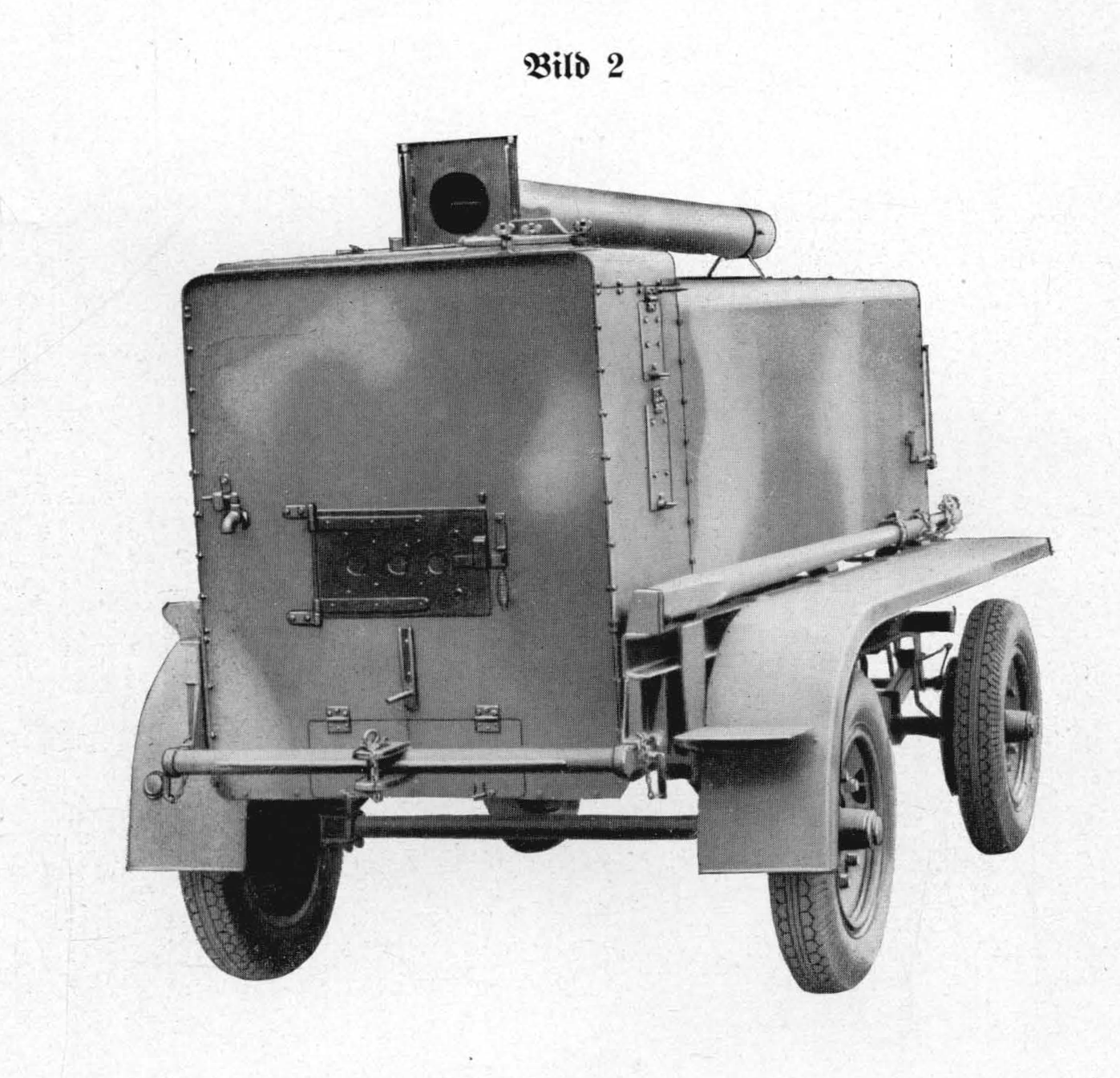
Der Backanhänger (Sd. Ah. 106) von hinten aus der H. Dv. 489/1.

Der Backanhänger ist ein vierrädriger, mit Luftbereifung und Rollenlagern versehener Anhänger. Der normale Reifendruck lag bei 2,5 atü an den Vorderrädern und 3,5 atü an den Hinterrädern. Nach einer Fahrt von 100 km musste man sämtliche Radmuttern für die Schraubenbolzen der Scheibenräder auf festen Sitz prüfen und gegebenenfalls nachziehen. Als Höchstgeschwindigkeit für den Anhänger auf guten Straßen wurde 40 km/h angegeben. In Sonderfällen, zum Beispiel beim Ausfall einer Zugmaschine, konnten auch zwei Backanhänger hintereinander angekoppelt werden und dann von einer Zugmaschine gezogen werden. Dabei wurde allerdings eine Höchstgeschwindigkeit von 25 bis 30 km/h angegeben. Größte Vorsicht war dann bei Kurvenfahrten gegeben, da bei zu hoher Geschwindigkeit der Zug sonst gekippt wäre.
Der Backanhänger bestand aus einem Fahrgestell und dem sogenannten Herdkörper. Das Fahrgestell bestand aus dem Rahmen, der Deichsel, dem Drehgestell, der Zuggabel, den Achsen mit Wagenfedern, den Bremsen, den Rädern, einem Zubehörkasten und einer Anspannvorrichtung. Der Rahmen hatte stählerne Längs- und Querträger, sowie einen oberen Drehkranz. Die einzelnen Teile waren miteinander verschweißt. Am vorderen Ende der beiden Längsträger befanden sich zwei ausziehbare Stahlrohre, auf denen im ausgezogenen Zustand Brotbretter abgelegt werden konnten. Sie dienten zur Lagerung des Teiges oder der ausgebackenen Brote.
Das Drehgestell des Anhängers war mit einem Spannnagel mit der Kronenmutter verbunden. Das Drehgestell selber bestand aus einem Drehkranz, einer Vorderachse mit zwei vorderen Wagenfedern, zwei Deichselarmen, einer Vorrichtung zur Aufnahme der Zuggabel und einer Bremswelle mit Bremsgestänge. Die zwei Deichselarme waren federnd eingelagert um die Auf- und Abwärtsbewegungen der Deichsel abzufedern. Die Achsen und Räder waren mit Kegelrollenlager versehen. Die Achsen selber ruhten auf Wagenfedern, welche durch Federbügel und Achszwingen mit dem Fahrgestell verbunden waren. Die Anspannvorrichtung gab es in zwei Varianten. Die für den Pferdezug bestand aus der Deichsel, zwei am Drehgestell angebrachten Zughaken für die Ortscheite und einer Vorderbracke für einen vierspännigen Zug. Bei der Anspannvorrichtung als Anhänger hinter einer Zugmaschine wurden die Ortscheite, die Deichsel und die Vorderbracke in besonders angebrachten Beschlägen mitgeführt. Die Zuggabel war aus Stahl gefertigt und wurde beim Fahren als Anhänger hinter einer Zugmaschine am Vordergestell durch zwei Schlüsselbolzen befestigt. Bei Nichtgebrauch wurde die Zuggabel zwischen dem Herdkörper und dem Fahrgestell eingeschoben und je einem Schlüsselbolzen in zwei Lagern befestigt. Zum Schutz des Anhängers gegen Verschmutzung, gab es am linken und rechten Längsträger des Fahrgestells je einen Kotflügel. Dieser ging geradlinig über Vorder- und Hinterrad. Die Hinterräder waren zusätzlich noch gegen die Wärmeausstrahlung der Feuerbüchse, beziehungsweise des Herdkörpers durch an den Innenseiten der Kotflügel angenieteten Wärmeschutzblechen isoliert.
Der Backanhänger war mit einer Zweirad-Innenbackenbremse (Vorderradbremse) ausgestattet. Bei der Nutzung mit einer Zugmaschine wirkte sie selbstständig als Auflaufbremse. Bei der Nutzung mit einem Pferdezug wurde sie durch den Fahrer vom Sattel aus durch eine Brems- und Löseleine betätigt. Die Auflaufbremse war in der Zuggabel mit einer Zugöse eingebaut. Bei einer plötzlich auftretenden Fahrtverminderung der Zugmaschine betätigte sich durch Auflaufen des noch ungebremsten Backanhängers die Auflaufbremse selbstwirkend. Wenn die Zugmaschine schnell und stoßartig bremsen musste, verhinderte eine Dämpfungsfeder ein zu starkes Auffahren. Um mit einer Zugmaschine rückwärts fahren zu können, konnte die Auflaufbremse ausgeschaltet werden. Dazu musste ein Handhebel in Uhrzeigerrichtung umgelegt werden. Eine Beschriftung mit den Worten „ein“ und „aus“ kennzeichnete, in welchem Zustand die Auflaufbremse war. Beim erneuten Vorwärtsfahren, sollte der Hebel wieder auf „ein“ gestellt werden. Wurde dies vergessen, aktivierte die Zugmaschine durch den Anzug die Auflaufbremse selbstständig. Beim Pferdezug musste der Fahrer vom Sattel aus die Sattelbremse ziehen, beziehungsweise wieder lösen. Dabei musste er eine Bremsleine und eine Löseleine betätigen, welche ebenfalls durch ein Schild gekennzeichnet waren.
Das Herzstück des Backanhängers war der Herdkörper. Dieser bestand aus Stahlblech mit einer rechteckigen Form und einer gewölbten Decke. Die Gesamtlänge des Herdkörpers betrug 3,5 m und er war 1,1 m breit. Die einzelnen Teile des Herdkörpers waren durch Schraubenbolzen miteinander verbunden. Zum Schutz gegen Wärmeausstrahlung wurde im Hohlraum zwischen den beiden Mantelblechen Aluminiumfolie verbaut. Um die Backräume beleuchten zu können, gab es einen schwenkbaren Lampenhalter. Um die Temperaturen im Blick haben zu können, wurde zwischen der Oberkante der Vorderwand und der oberen Beschichtungstür ein Thermometer (Pyrometer) angebracht. Die Backwärme betrug 260 bis 280 Grad. Das Thermometer selber konnte Temperaturen bis 350 Grad anzeigen. Jedoch sollten 300 Grad nicht überschritten werden, da sonst der Wärmemesser unbrauchbar geworden wäre. Der Backanhänger hatte einen oberen und unteren Backraum mit je einer Herdplatte. Diese konnten zur Reinigung herausgezogen werden, da sie auf Rollen gelagert waren. 68 Heizrohre lieferten die Wärme vom Feuerraum zum Backraum. Zum Schutz gegen das Eindringen von Rauch oder Rauchgasen waren die Durchgangöffnungen für die Heizrohre mit Asbest abgedichtet. Der Feuerraum, oder Feuerbüchse, war mit Asbest isoliert und bestand aus Stahlblech. Dort wurde das Brennmaterial eingeführt. Die entstandene Asche fiel dann durch eine Aschfalltür in eine Kammer unter dem Feuerraum. Der Rauch wurde durch ein Rauchrohr an der Decke des Feuerraumes abgeleitet. Beim Marsch wurde das Rauchrohr entfernt und auf dem Anhänger verstaut. Weiterhin gab es über dem Feuerraum einen Wasserbehälter, welcher 75 l Wasser fasste. Dieses erhitzte Wasser diente zur Teigbereitung und für Reinigungszwecke.
Zwischen den beiden Achsen gab es auf der linken Seite noch einen Zubehörkasten. Dieser wurde mit Vorhängeschlössern verschlossen. In diesem Zubehörkasten wurden Zubehörteile zum Bedienen des Backofens, Vorratssachen für den Anhänger sowie Werkzeuge zum Austausch eines Rades gelagert.

## Einsatz
Eingesetzt wurde der Anhänger bei motorisierten Bäckereikompanien. Eine Bäckereikompanie (mot.) verfügte über fünf Wagen dieser Bauart. Mit Holz, Braunkohlebriketts oder Steinkohle befeuert, konnte der Backanhänger (Sd. Ah. 106) innerhalb von zwei Stunden 160 Brote backen. Zu finden war er auf allen Kriegsschauplätzen der Wehrmacht, von Norwegen über Frankreich und die Sowjetunion bis hin nach Nordafrika. Üblicherweise kamen gleichzeitig weitere Hilfseinrichtungen, wie Teigknetwagen (Vwf. 2) zum Einsatz.